# Frostproof
Frostproof – miasto w Stanach Zjednoczonych, w stanie Floryda, w hrabstwie Polk.